# 中国铁路兰州局集团
中国铁路兰州局集团有限公司，原名兰州铁路局，是中国国家铁路集团下属公司。管理线路总延展长度為9390公里，营业里程3851公里。其管辖范围为甘肃省、宁夏回族自治区的铁路网。

## 沿革

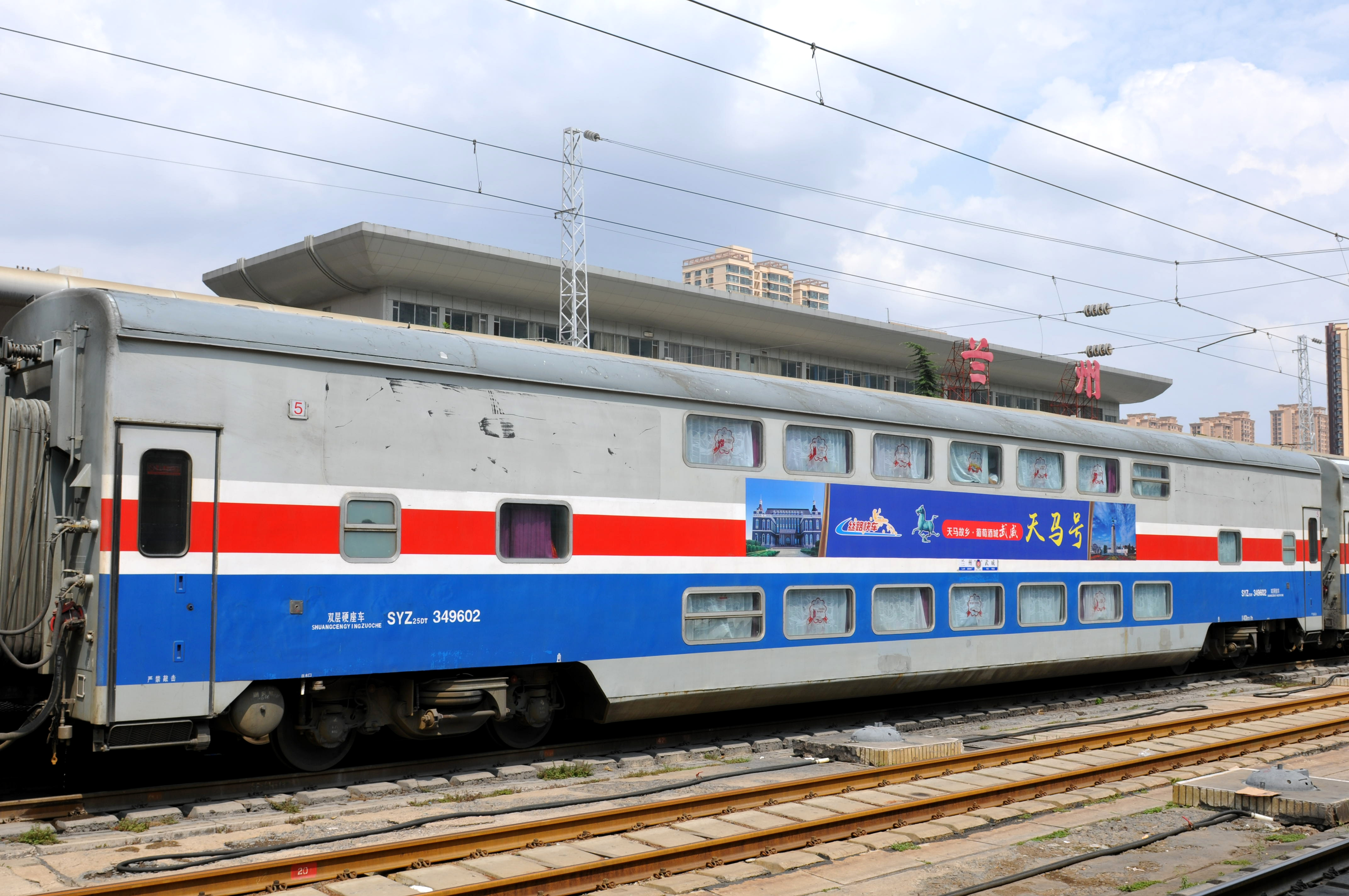
兰州车辆段配属的原属金輪號NZJ2型柴油動車組的25DT型客车

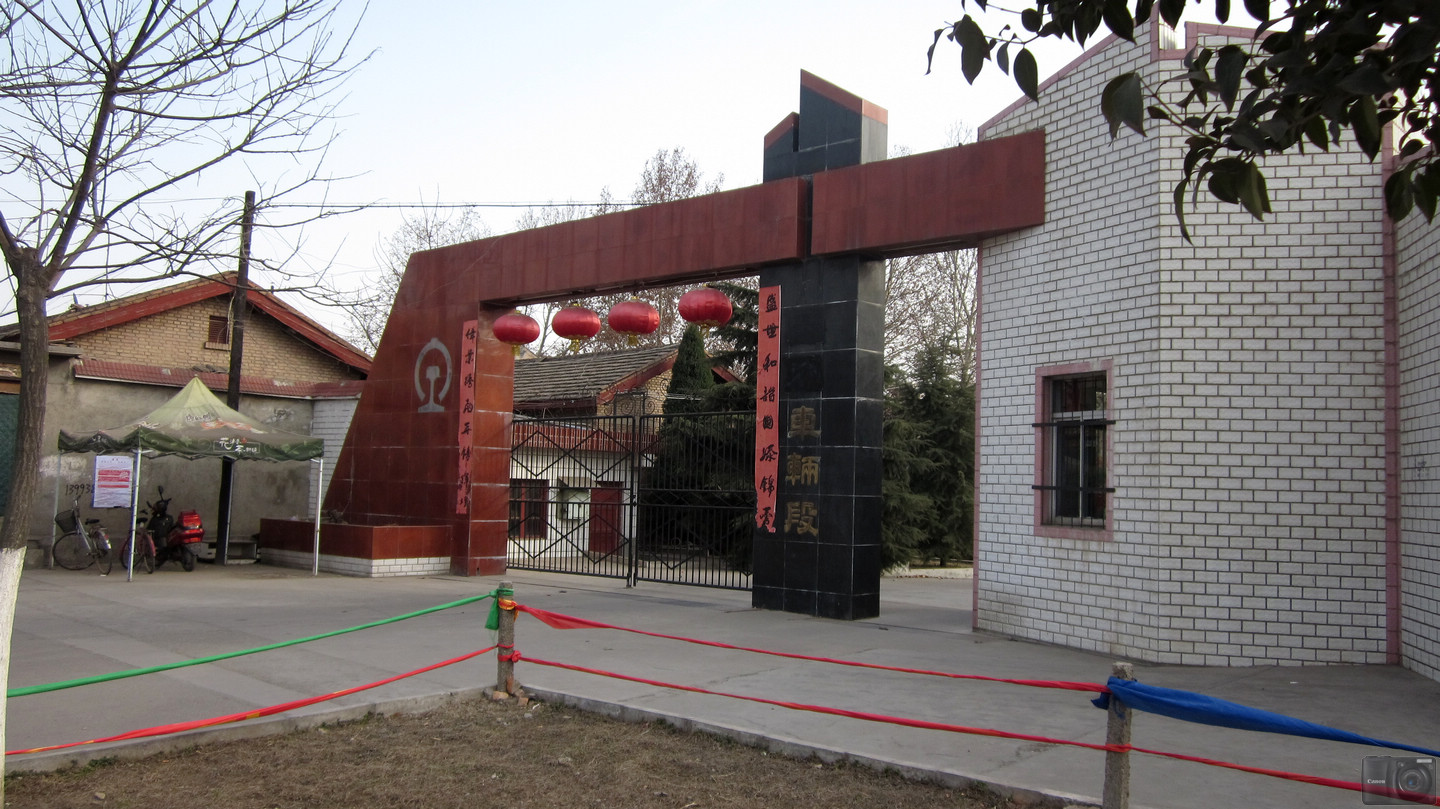
兰州西车辆段天水列检作业场

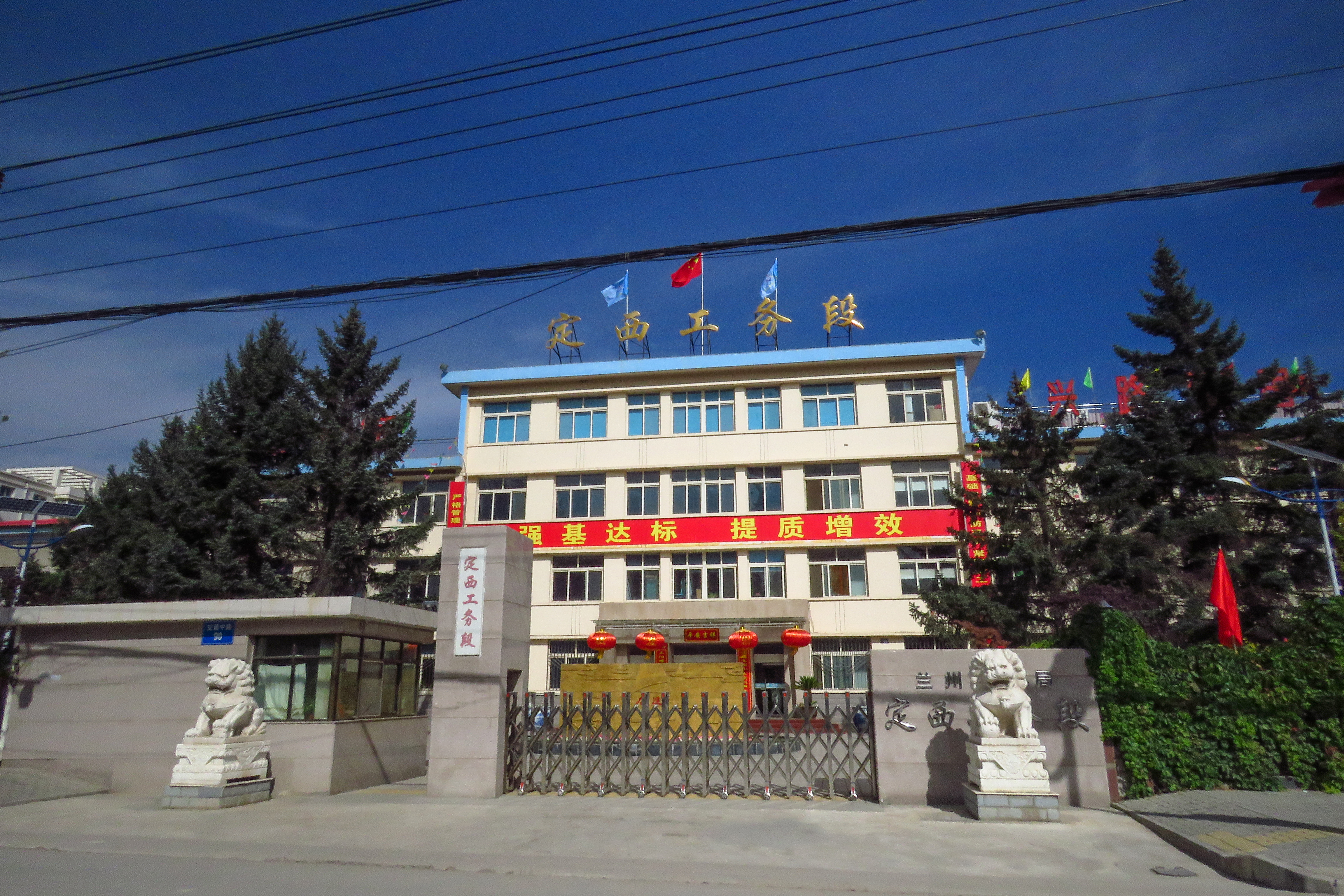
定西工务段

1956年3月1日，由原天水铁路局迁址兰州而成兰州铁路局。后来以“吃苦、創業、團結、奉獻”為企業標語。
1993年，兰州铁路局进行了工商登记。
2017年11月7日，太原、兰州、广州铁路（集团）公司等3家铁路局（公司）的名称变更通过国家工商行政管理总局核准，兰州铁路局名称变更为中国铁路兰州局集团有限公司（(国)名称变核内字[2017]第5344号）。
2017年11月13日，在国家企业信用信息公示系统中，中国铁路兰州局集团有限公司已完成工商登记变更。工商登记变更后，中国铁路兰州局集团有限公司仍为中国铁路总公司100%控股的公司，公司由原先的全民所有制企业变成一人有限责任公司，注册资本由原先中华人民共和国铁道部出资的42亿人民币，变更为由中国铁路总公司出资的1546.7144亿人民币；经营范围增加铁路专用设备及相关工业设备的制造、安装、维修、销售、租赁，经营进出口业务，物流金融等。
2017年11月19日，中国铁路兰州局集团有限公司正式挂牌。

## 机构设置

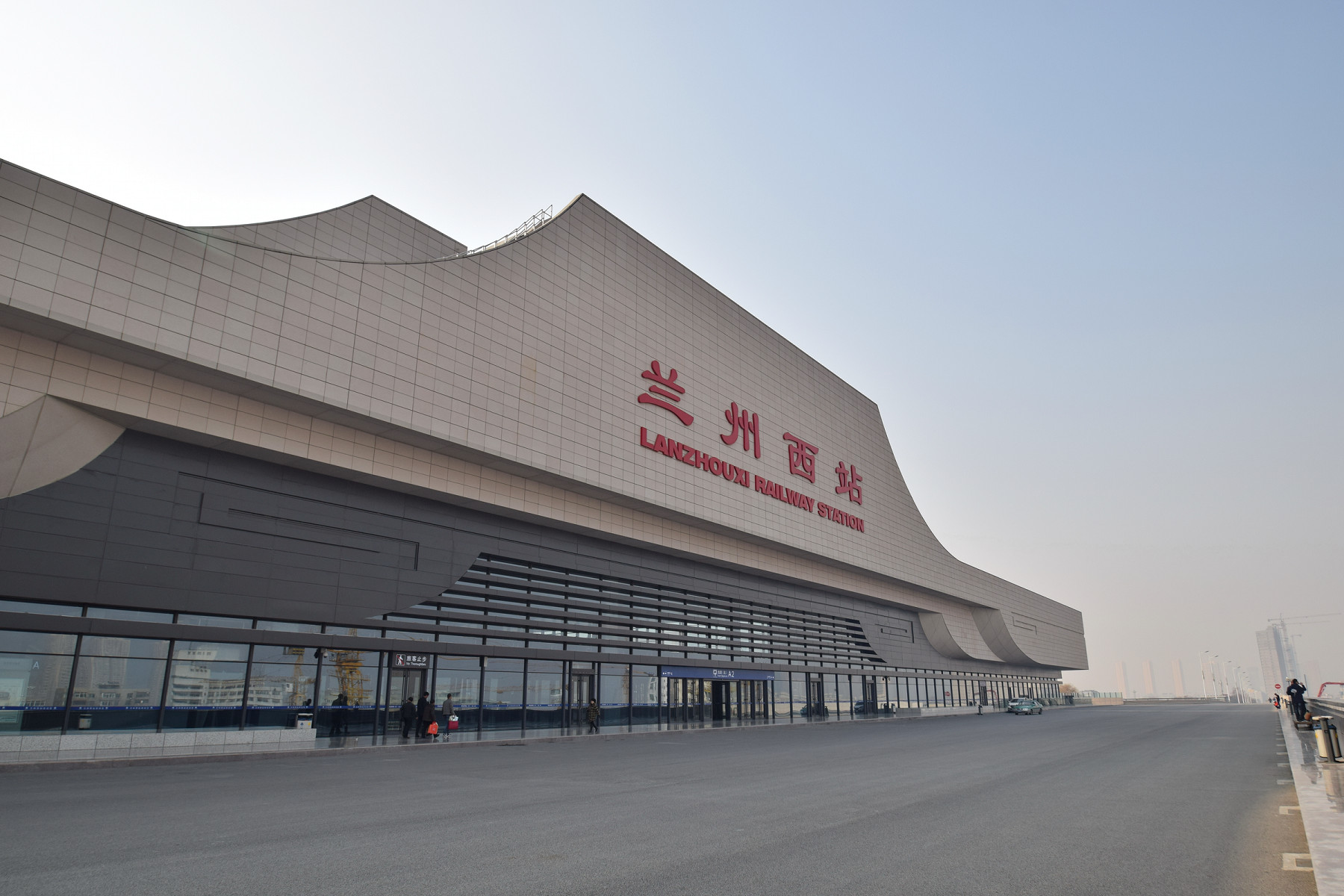
兰州西站

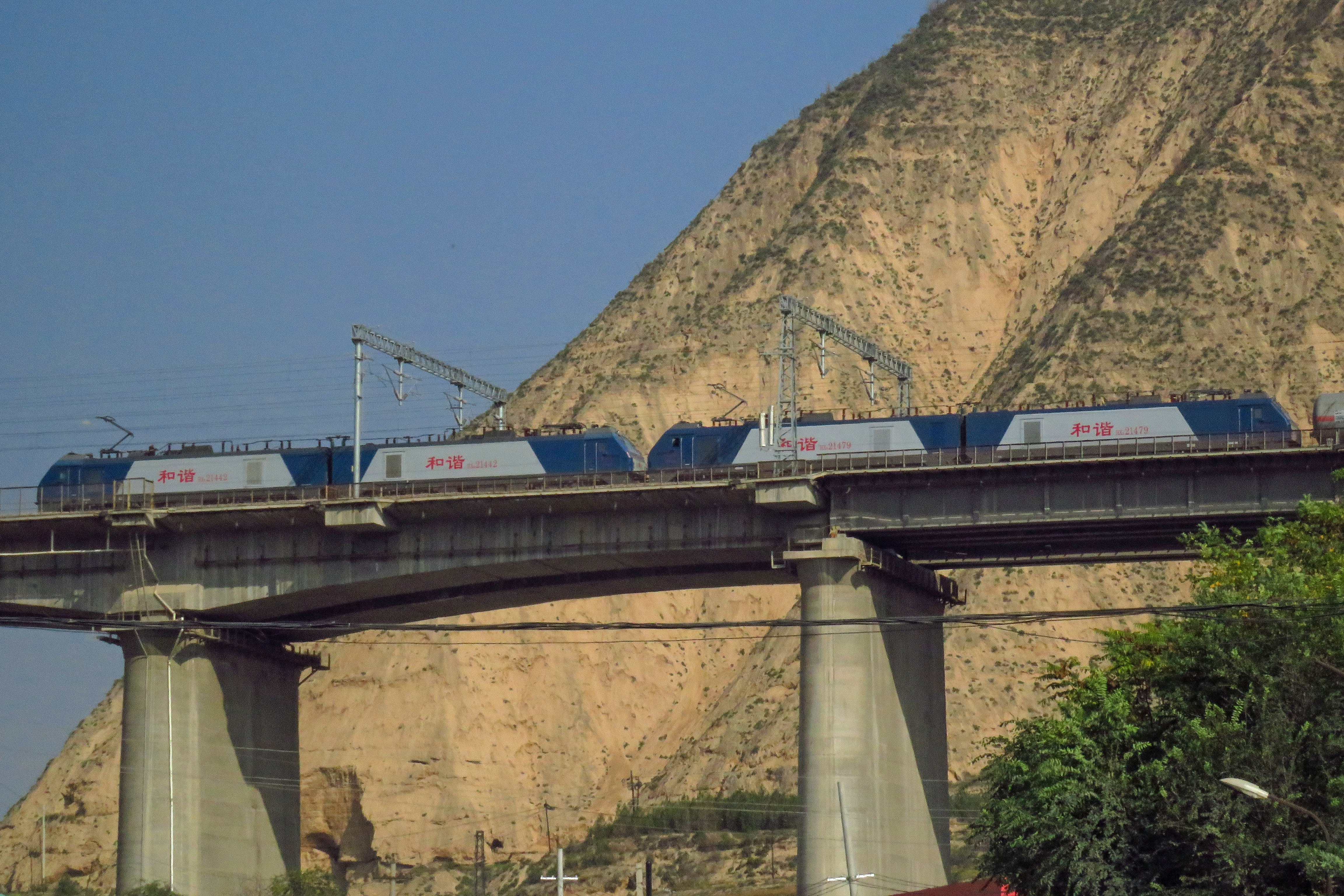
兰州北环线大沙坪站

兰州局集团设置车辆段3个、机务段3个、工务段7个。机务段负责存放、维护、检修铁路机车，工作通常包括清洗、加油、加水、检修、除尘等。工务段负责铁路线路及桥隧设备的保养与维修工作。
中国铁路兰州局集团有限公司设置下列站段：

### 直属站
- 兰州站
- 兰州北站
- 银川站
- 迎水桥站
- 天水站

### 车辆段
- 兰州车辆段
  - 兰州库检车间
  - 银川运用车间
  - 兰州西动车运用所
  - 银川动车运用所
- 兰州西车辆段
  - 兰西检修车间
  - 天水列检作业场
  - 白银西列检所
  - 石嘴山运用车间
  - 修配车间
  - 车轮车间
- 嘉峪关车辆段
  - 嘉峪关运用车间
  - 武威南运用车间

### 机务段
- 兰州西机务段（兰局兰段）
- 嘉峪关机务段（兰局嘉段）
- 迎水桥机务段（兰局迎段）

### 工务段
- 陇南工务段
- 兰州西工务段
- 定西工务段
- 武威工务段
- 嘉峪关工务段
- 中卫工务段
- 银川工务段
- 兰州工务机械段

### 车务段
- 兰州车务段
- 陇西车务段
- 武威南车务段
- 嘉峪关车务段
- 银川车务段
- 固原车务段

### 客运段
- 兰州客运段
- 银川客运段

### 供电段
- 兰州供电段
- 银川供电段
- 嘉峪关供电段

### 电务段
- 兰州电务段
- 银川电务段
- 嘉峪关电务段

### 高铁基础设施段
- 兰州高铁基础设施段

## 历任领导
兰州铁路局
| 局长 - 王峰（？—2017年） | 党委书记 - 管亚林（2014年10月—2017年） |

中国铁路兰州局集团有限公司
| 董事长 - 杨伟军（2017年—2021年） - 狄威（2021年—） | 总经理 - 李力（2017年—） | 党委书记 |

## 管辖范围
中国铁路兰州局集团有限公司管辖下列铁路区间：

| 干线 - 银兰高铁（银川-树屏） - 兰张高铁（中川机场-武威东） - 包银高铁（惠农南-银川） - 中川铁路（兰州西-中川机场） - 干武线（干塘-武威南） - 定银线（定边—银川南） - 陇海线：与西安铁路局在社棠-天水车站间K1392+530交界 - 宝中线：与西安铁路局在安口窑-崇信车站间K136+100交界 - 兰新线：与乌鲁木齐铁路局在柳沟-安北车站间K985+500交界 - 包兰线：与呼和浩特铁路局在落石滩-惠农K423+000交界 - 兰青线：与青藏铁路公司在水车湾-海石湾K60+000交界 - 太中线：与西安铁路局在安边镇-定边K1461+280交界 - 天华线：与西安铁路局在青林-华亭K114+694交界 - 西平线：与西安铁路局在长武-长庆桥K172+740交界 - 兰渝线：与成都铁路局在羊木-广元K497+443交界 - 敦煌线：与青藏铁路公司在苏干湖-马海K412+835交界 - 徐兰高速线：与西安铁路局在宝鸡南-东岔K1305+110交界 - 兰新客专线：与青藏公司在陈家湾西-民和南K1726+500、浩门-山丹马场K1944+926间交界；与乌鲁木齐铁路局在柳沟南-石板墩南K2580+236交界 - 银西高铁：与西安铁路局在彬州东-宁县K192+909交界 | 支线 - 中川机场环线（兰州新区-史喇口所*） - 红会线（红会—白银西） - 平汝线（石嘴山—汝箕沟） - 嘉镜线（绿化—镜铁山） - 玉门南线 - 银新线（银川—新城（新满营）） |